# Show Me Love (WizTheMc-Lied)
Show Me Love (englisch für „Zeig mir Liebe“) ist ein Lied des deutsch-südafrikanischen Rappers WizTheMc aus dem Jahr 2025, in Zusammenarbeit mit dem deutschen Produzententrio Bees & Honey.

## Entstehung und Artwork
Geschrieben wurde das Lied vom Interpreten Sanele Sydow (WizTheMc) selbst, zusammen mit dem Produzentenquartett Hitimpulse (bestehend aus Jeremy Chacon, Jonas Kalisch, Henrik Meinke und Alexsej Vlasenko). Die Autoren waren darüber hinaus auch für die Instrumentierung zuständig: Jeremy Chacon (Bassgitarre), Joan Kalisch (Schlagzeug), Henrik Meinke (Synthesizer), Alexej Vlasenko (Klavier) und WizTheMc (Perkussion). Das Produzentenquartett zeichnete zudem auch für die Abmischung sowie die Produktion verantwortlich. Bei der Produktion erhielt das Quartett Unterstützung durch Paco Bose, der nicht nur als Koproduzent fungierte, sondern auch für das Mastering verantwortlich war.
Auf dem Frontcover der Single ist – neben dem Liedtitel – eine stilisierte, große Frau zu sehen, die den Anschein erweckt, zu tanzen. Während diese Person sowie die Aufschrift des Liedtitels in schwarz gehalten sind, ist der Hintergrund in orange gestaltet.

## Veröffentlichung und Promotion
Die Erstveröffentlichung von Show Me Love erfolgte als Single am 7. Februar 2025 bei Bamboo Artists. Diese erschien als digitaler Einzeltrack zum Download und Streaming (Katalognummer: 021865185794). Das Label ist zugleich für den Vertrieb zuständig, verlegt wurde das Lied durch Kobalt Music Publishing.

## Inhalt
Der Liedtext zu Show Me Love ist in Englisch verfasst; bedeutet ins Deutsche übersetzt „Zeig mir Liebe“ und stammt vom Interpreten WizTheMc sowie dem Produzentenquartett Hitimpulse. Alle Texter komponierten zugleich die Musik in der Tonart Cis-Dur mit 107 Schläge pro Minute.
Inhaltlich setzt sich das Lied mit der Liebe auseinander. Die Botschaft sei, dass wahre Liebe nicht durch Geld oder Worte beeinflusst wird, sondern durch körperliche Nähe und emotionale Verbindung („Show me love, don’t need no money“). Es betone, dass es nicht um materielle Dinge gehe, sondern um das Gefühl, das entstehe, wenn zwei Menschen wirklich miteinander verbunden seien („Don’t need no talkin’. Just need your body“).
Aufgebaut ist das Lied aus einem Intro, zwei Strophen, einem Refrain und einem Outro. Es beginnt mit dem Intro, dass lediglich den Refrain ohne Begleitgesant wiedergibt. Auf dieses folgt die erste Strophe, die als Dreizeiler verfasst wurde. An diese schließt sich zunächst der Prechorus mit seinen vier Zeilen an, ehe der eigentliche sechszeilige Refrain einsetzt. Der Refrain klingt mit dem Postchorus aus, der lediglich viermal die Zeile „Eh-eh, eh-eh, eh-eh, eh-eh“ wiederholt. Der gleiche Aufbau wiederholt sich in etwa mit der zweiten Strophe, allerdings umfasst diese fünf Zeilen und der Postchorus wurde durch das Outro, zum Abschluss des Liedes, ersetzt. Das Outro selbst ist größtenteils eine Aneinanderreihung des Liedtitels „show me love“. Die Interpretation erfolgte lediglich durch WizTheMc, nicht durch Bees & Honey.
| “Show me love, don’t need no money (No need nobody). Don’t need nobody (Need no one). Just need your body (Just need your love), eh, eh (Ayy, ayy). Show me love so sweet like honey (Eh, ayy, ayy). Don’t need no talkin’. Just need your body, eh, eh.” – Refrain, Originalauszug | „Zeig mir Liebe, ich brauch’ kein Geld (brauch’ niemanden). Brauch’ niemanden (brauch’ keinen). Brauch’ nur deinen Körper (brauch’ nur deinen Körper), eh, eh (ey, ey). Zeig mir Liebe so süß wie Honig (eh, ey, ey). Brauch’ keine Worte. Brauch’ nur deinen Körper, eh, eh.“ – Refrain, Übersetzung |

## Musikvideo
Das Musikvideo zu Show Me Love wurde im südafrikanischen Kapstadt gedreht und feierte seine Premiere am 6. Februar 2025 auf der Videoplattform YouTube. Es zeigt den Interpreten, der zusammen mit vier Freunden in der Stadt unterwegs ist und an verschiedenen Schauplätzen das Lied aufführt und dazu tanzt. Die Gesamtlänge des Videos beträgt 2:53 Minuten. Regie führte WizTheMc selbst, zusammen mit Saybyetoit. Bis Mai 2025 zählte das Musikvideo über 14,4 Millionen Aufrufe auf YouTube.

## Mitwirkende
| Liedproduktion - Paco Bose: Koproduktion, Mastering - Jeremy Chacon: Abmischung, Bassgitarre, Komposition, Liedtext, Musikproduktion - Jonas Kalisch: Abmischung, Komposition, Liedtext, Musikproduktion, Schlagzeug - Henrik Meinke: Abmischung, Komposition, Liedtext, Musikproduktion, Synthesizer - Sanele Sydow (WizTheMc): Komposition, Liedtext, Perkussion, Rap - Alexsej Vlasenko: Abmischung, Klavier, Komposition, Liedtext, Musikproduktion Unternehmen - Bamboo Artists: Musiklabel - Kobalt Music Publishing: Musikverlag | Musikvideo - Ntsika Bungane: Schauspielende Person - Vahid Davids: Kamera - Luis Jantsch: Farbkorrektur - Michka: Schauspielende Person - Moesha Raphael: Schauspielende Person - Ayanda Sadek: Filmproduktion - Saybyetoit: Kreativdirektion - Lesego Selebano: Beleuchtung - Qaqamba Sibiya: Stylingassistenz - Sanele Sydow (WizTheMc): Kreativdirektion, Schnitt - Tarryn Tippens: Styling - Yamiko: Schauspielende Person |

## Rezensionen
Der Rezensent von Radio Energy ist der Meinung, dass Show Me Love bereits im Februar richtige Sommer-Vibes und Gefühle liefere. Es sei ein romantischer, locker-leichter Titel, der perfekt für alle sei, die es kaum erwarten können, dass endlich die warme Jahreszeit losgehe. WizTheMc kombiniere hierbei sanfte elektronische Beats mit einem entspannten Rhythmus, der eine locker leichte, doch energiegeladene Atmosphäre schaffe. Der eher zurückhaltende fließende Klang lasse mehr Platz für den Gesang des Künstlers. Dieser sei gefühlvoll und leicht; damit erschaffe er eine sehr intime Atmosphäre, die perfekt mit dem Liedtext harmoniere.

## Kommerzieller Erfolg

### Chartplatzierungen
Show Me Love stieg am 7. März 2025 auf Rang 26 der deutschen Singlecharts ein und erreichte später seine beste Platzierung mit Rang drei. Darüber hinaus erreichte das Lied im April 2025 die Chartspitze der Breakthrough Artistcharts, in der Chartwoche vom 2. Mai 2025 Rang acht der deutschen New Entry Airplaycharts sowie am 9. Mai 2025 ebenfalls Rang acht der Airplaycharts.
Im Vereinigten Königreich stieg die Single ebenfalls am 7. März 2025 auf Rang 68 ein. Hier ist es die erste Chartsingle mit deutscher Beteiligung im Kalenderjahr 2025, die erste nach einem halben Jahr. Der letzte Neueinstieg gelang Topic mit I Adore You am 6. September 2024. Am 11. April 2025 erreichte die Single mit Rang acht erstmals die Top 10. Es ist damit die erste Top-10-Platzierung mit deutscher Beteiligung seit fünf Monaten, zuletzt gelang dies Keinemusik mit Move am 8. November 2024. Letztendlich erreichte die Single mit Rang drei seine beste Platzierung am 2. Mai 2025.
Darüber hinaus avancierte es zum Top-10-Erfolg in der Schweiz und Griechenland (je Rang 2), Schweden (Rang 4), Norwegen (Rang 5) oder auch Österreich (Rang 6) sowie zum Charthit in Südafrika (je Rang 11).
| ChartsChartplatzierungen     | Höchstplatzierung | Wochen |
| ---------------------------- | ----------------- | ------ |
| Deutschland (GfK)            | 3 (… Wo.)         | …      |
| Österreich (Ö3)              | 6 (… Wo.)         | …      |
| Schweiz (IFPI)               | 2 (… Wo.)         | …      |
| Südafrika (RISA)             | 11 (… Wo.)        | …      |
| Vereinigtes Königreich (OCC) | 3 (… Wo.)         | …      |

### Auszeichnungen für Musikverkäufe
| Land/Region                  | Auszeichnungen für Musikverkäufe (Land/Region, Auszeichnung, Verkäufe) | Verkäufe |
| ---------------------------- | ---------------------------------------------------------------------- | -------- |
| Dänemark (IFPI)              | Gold                                                                   | 45.000   |
| Frankreich (SNEP)            | Gold                                                                   | 100.000  |
| Griechenland (IFPI)          | Gold                                                                   | 10.000   |
| Vereinigtes Königreich (BPI) | Gold                                                                   | 400.000  |
| Insgesamt                    | 4× Gold ·                                                              | 555.000  |